# Ávila (provins)
Ávila er en provins i den autonome region Castilien og Leon i Spanien. Provinshovedstaden er byen Ávila.
Ávila grænser til provinserne Valladolid, Salamanca, Cáceres, Toledo, Segovia og Madrid. Næsten er tredjedel af befolkningen (53.272 af 167.032) bor i hovedstaden Ávila. Den nordlige del af provinsen er en del af slettelandet på Meseta Central, mens den sydlige del er et bjerglandskab med bjergkæden Sierra de Gredos som er del af den større Sistema Central. Den højeste bjergtop i provinsen er Pico de Almanzor som er 2.592 meter over havet.